# شرايين حنكية صغيرة
شرايين حنكية صغيرة (بالإنجليزية: Lesser palatine arteries)‏‏ هو شريان يتفرعُ من شريان حنكي نازل. يقوم بتروية منطقة الحنك الرخو .